# Stadio comunale (Valenza)
Il campo sportivo comunale di Valenza è uno stadio calcistico di Valenza. Ospita le partite della Valenzana, società che negli anni venti partecipò al massimo campionato italiano e negli anni duemila a Serie C2 e Lega Pro Seconda Divisione.

## Storia
Il campo da gioco fu allestito nel 1912, grazie ai contributi economici del comune e di oltre 200 soci, agli albori del campionato provinciale al quale avrebbero preso parte i piemontesi; ciò di fatto permise alla società di dare il via all'attività calcistica. Durante il primo conflitto mondiale il campo rimase inutilizzato. Con il termine della guerra, fu soggetto ad importanti opere di restyling, quali la posa del muro di cinta e la costruzione di una tribuna in legno. I fondi necessari furono reperiti con la vendita di un bollettino sportivo pubblicato appositamente dalla società. L'inaugurazione del rinnovato campo di Porta Alessandria avvenne il 7 settembre 1919 con un'amichevole contro la Juventus.

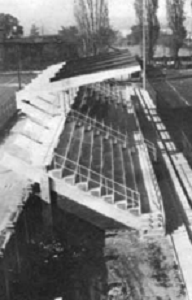
La nuova tribuna appena edificata negli anni ottanta.

Successive migliorie vennero operate in occasione del ventennale della nascita della società, nel 1929, ancora una volta grazie al contributo della cittadinanza, che fece fronte alle spese a causa della situazione societaria deficitaria. Nel frattempo il campo sportivo cambiò nome in campo Cappelletta. In seguito agli ingenti danni subiti a causa della seconda guerra mondiale fu rimesso a nuovo dall'amministrazione comunale e dal presidente Guido Marchese: furono edificati spogliatoi, biglietteria, casa per il custode e muro esterno; inoltre fu definitivamente chiamato "campo sportivo comunale".
Prima dell'inizio del campionato 1971-1972, lo stadio fu dotato dell'impianto di illuminazione. Nell'estate del 1981 viene abbattuta la vecchia tribuna in legno, sostituita dall'attuale più moderna in cemento.
Nel 2001 fu interessato dai lavori di adeguamento in vista della partecipazione della Valenzana ai campionati professionistici. I piemontesi si trasferirono provvisoriamente allo stadio Giuseppe Moccagatta di Alessandria.
Ad oggi il comunale dispone di una capienza di 2 200 posti distribuiti fra due tribune, quella storica in muratura ed un settore distinti in tubi Innocenti. La parte centrale della tribuna è dotata di una copertura che interessa 600 posti.